# Giuseppe Orsi (militare)
Giuseppe Orsi (Napoli, 2 gennaio 1885 – Sciara Zauia, 26 ottobre 1911) è stato un militare italiano, medaglia d'oro al valor militare.

## Biografia
Giuseppe Orsi nasce a Napoli il 2 gennaio del 1885. Chiamato a prestare il servizio militare, frequenta il corso per diventare ufficiale, ottenendo i gradi da sottotenente.
Assegnato all'arma di fanteria, viene successivamente promosso al grado di tenente e infine trasferito all'84º Reggimento fanteria della brigata "Venezia", con sede a Firenze.
Nel 1911, in previsione dell'inizio delle operazioni della guerra italo-turca, l'84º Reggimento fanteria è scelto per costituire, con altri reparti, il corpo di spedizione che dovrà essere inviato sulle coste africane.
Ai primi di ottobre del 1911, in vista dello sbarco sulle coste della Tripolitania, il reparto è inviato alla volta dell'Africa, ove giunge l'11 ottobre. Il reparto si schiera dunque a difesa di Tripoli, trincerandosi nella zona periferica della città.
Il giorno 23 ottobre, i turchi, appoggiati da truppe irregolari indigene, si lanciano in un massiccio attacco contro le posizioni italiane, riuscendo a sfondarle nei pressi del villaggio di Sciara Sciat, e causando, nel complesso, gravi perdite alle truppe del Regio Esercito, che però riescono a respingere l'offensiva.
Il tenente Orsi partecipa alla battaglia, al comando di un plotone della 7ª compagnia dell'84º Reggimento fanteria.
Tre giorni dopo, il 26 ottobre, gli arabi tentano, all'alba, un nuovo attacco, concentrandolo però nel settore sud-est dello schieramento italiano.
In tale settore, nei pressi della località di Sciara Zauia, è schierata proprio la 7ª compagnia del tenente Orsi, che viene in breve accerchiata dagli attaccanti. Orsi, pur resosi conto della situazione disperata, ordina ai suoi uomini di serrarsi e resistere fino all'ultimo, esortandoli con queste parole:
Cade poco dopo, colpito dal fuoco nemico, insieme a molti dei suoi soldati.
Nel 1912, alla sua memoria viene conferita la medaglia d’oro al valor militare.

## Riconoscimenti
- Dopo la sua morte gli sono state intitolate due vie: a Napoli, nel quartiere dell'Arenella, e a Casapulla.
- a Napoli, presso Palazzo San Giacomo, sede dell'Amministrazione Comunale, è presente un busto bronzeo del tenente Orsi, accanto a quelli di altri napoletani decorati con la medaglia d’oro al valor militare.
- a Torre del Greco, in provincia di Napoli , è stata intitolata a Giuseppe Orsi una scuola elementare, situata a Via Lava Troia.